# Neuötting
Neuötting est une commune de Bavière (Allemagne) de 8 424 habitants, située dans l'arrondissement d'Altötting.